# سیارک ۱۴۵۵
سیارک ۱۴۵۵ (به انگلیسی: 1455 Mitchella، نامگذاری:1937LF) هزار و چهارصد و پنجاه و پنجمین سیارک کشف شده‌است که در ۵ ژوئن ۱۹۳۷ و در هایدلبرگ کشف شد.
قدر مطلق سیارک برابر ۱۲٫۸۰ است.